# Josef Polášek
Josef Polášek (* 27. März 1899 in Boršov bei Kyjov; † 20. Dezember 1946 in Brünn) war ein tschechischer Architekt.

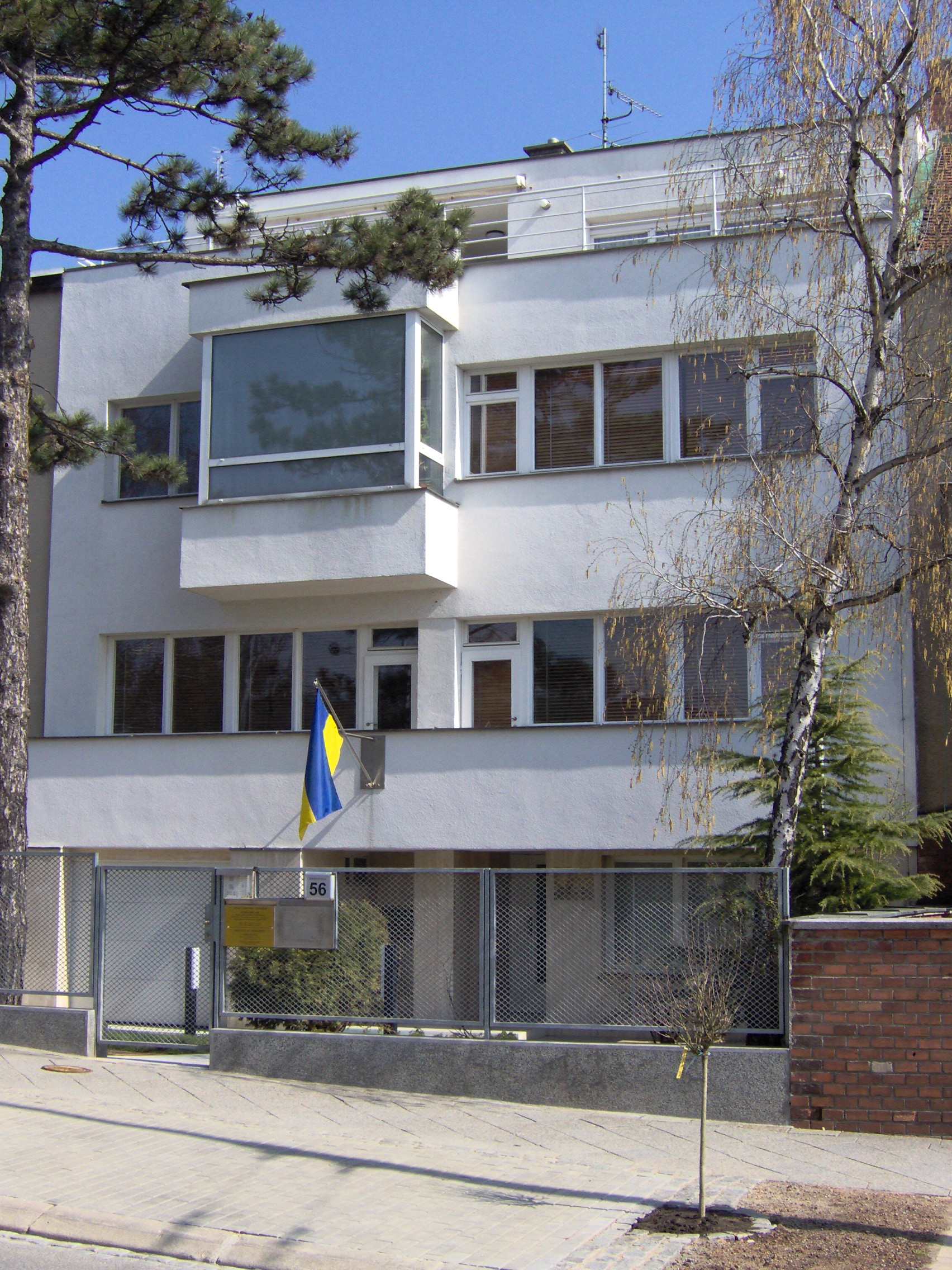
Haus Polášek, Brünn

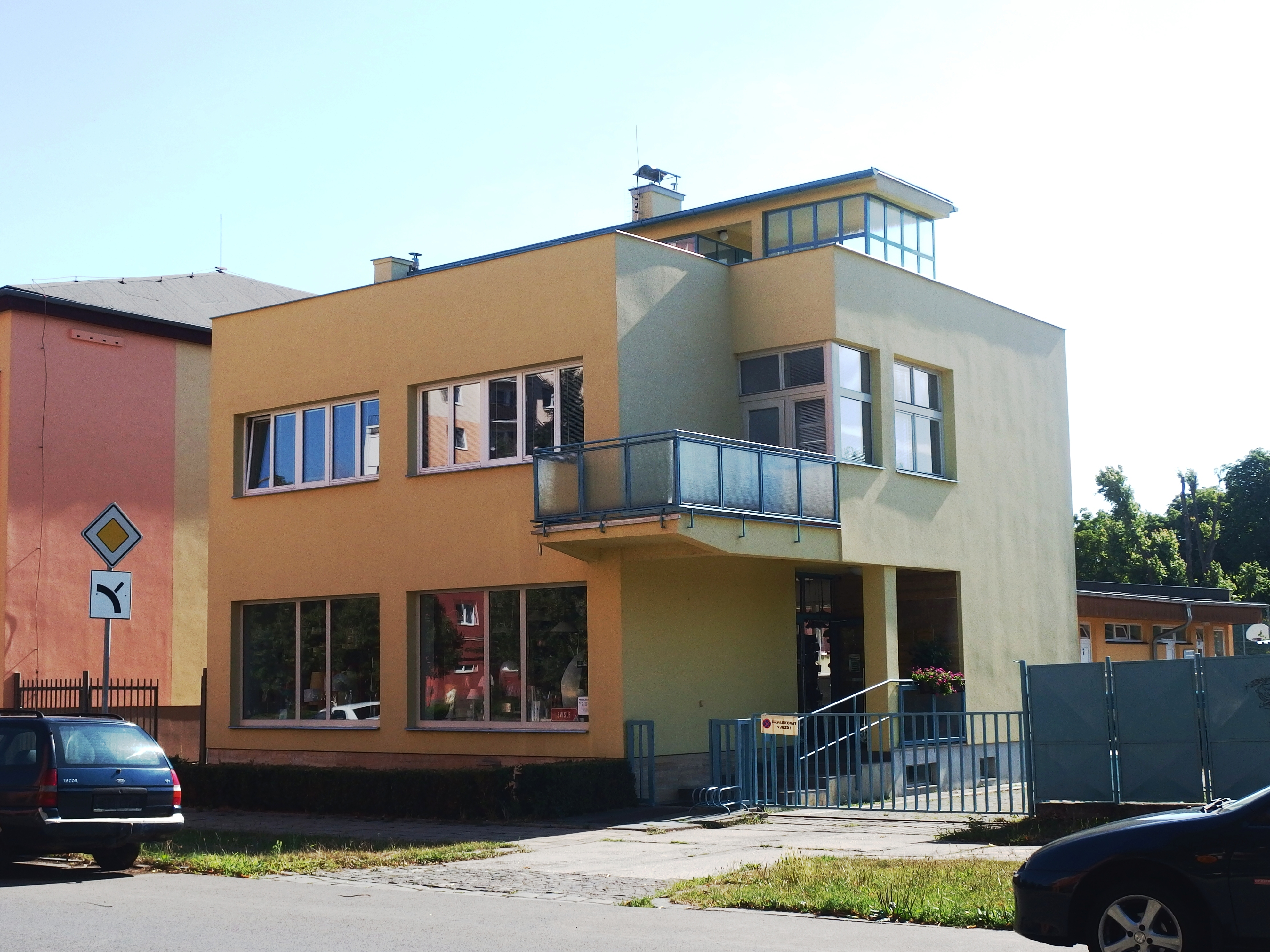
Haus Jana Poláška, Přerov

## Leben und Werk
Josef Polášek studierte von 1917 bis 1921 an der Baugewerbeschule in Brünn und von 1921 bis 1925 an der Kunstgewerbeschule zu Prag (Professor Pavel Janák) Architektur.
1928 unternahm er eine sechsmonatige Stipendienreise nach Holland.
Von 1925 bis 1946 war er Architekt im Bauamt der Stadt Brünn
Sein letztes Werk, die sídliště Tábor wurde erst nach seinem frühen Tod durch Tuberkulose fertiggestellt. Die sechs markanten Brünner Wohnhäuser mit 240 Wohnungen sind wie ihre Vorgänger aus der Vorkriegszeit noch im funktionalistischen Stil der Brünner Moderne gebaut worden. Die Bauten auf dem Gelände eines gefürchteten Konzentrationslagers der Besatzungszeit stellten nach dem Krieg den hoffnungsvollen Beginn des Wiederaufbaus dar, doch die Klassische Moderne sollte anschließend für lange Zeit durch einen ganz anderen Baustil in der Tschechoslowakei abgelöst werden.

## Bauten in Brünn
- 1925–1927: Friedhofskapelle der Stadt Brünn (mit Bohuslav Fuchs), Vídeňská (früher auch Koněvova) 198
- 1926: Volksschule (mit Bohuslav Fuchs), Náměsti míru (Friedensplatz) 3
- 1927: Volksschule (mit Bohuslav Fuchs), Táborská
- 1928–1930: Mädchenschule VESNA (mit Bohuslav Fuchs), Lípová 18
- 1930–1933: Volksschule in Obřany
- 1930: Block mit Kleinwohnungen der Gemeinde Husovice. Vranovská 22-28
- 1930–1931: Wohnsiedlung mit Kleinwohnungen in Brno, Královo Pole (Königsfeld), Skácelova (früher Moskevská, damals Masarykova) 23-69, Purkyňova 48, 50, Vodova 51, 53
- 1931: Bürgerschule und Kindergarten (mit Oskar Pořiska) in Brno, Kotlářská 4
- 1931–1934: Sozialinstitute der Stadt Brünn, Bohunice, Jihlavská 100 (mit Oskar Pořiska)
- 1931: Mietshaus František Budiks, Brno, Černá Pole (Schwarzfeld)
- 1932: Schulanbau, Brno, Královo Pole (Königsfeld), Bulharská 3
- 1932: eigenes Wohnhaus, Barvičova 56
- 1934–1935: Rekonstruktion des alten Landtages als das Neue Rathaus, Dominikánské náměstí (Dominikanerplatz)
- 1936–1938: Mädchenschule Ch. Masarykova, Merhautova 15
- 1936–1938: Bürgerschule, Maloměřice
- 1936–1939: Erste Mährische Sparkasse (mit Heinrich Blum und Otakar Oplatek), Jánská 4-10[2][3]
- 1937: Wohnhaus Dr. Pur, Joštova (früher auch třída Obráncu míru) 27
- um 1937: Wohnhaus, Královo Pole (Königsfeld), Bulharská 48
- 1937: Wochenendhaus Dr. Kyjovskýs, Bystrc
- 1937–1939: Gemeindehäuser mit Kleinwohnungen, Dačického, Křidlovická und Náplavka
- 1937–1938: Häuser mit Kleinwohnungen (mit Vilém Kuba), Zvěřinova
- 1938–1939: Umbau der Volksschule und Anbau des Kindergartens, Křídlovická 30 a, b
- 1938–1939: Bürgerschule, Tuřany
- 1938–1939: Volksschule in Kohoutovice
- 1945–1948: Brünner Wohnsiedlung Tábor: städtische Wohnhäuser (mit Jiří Kroha und Vilém Kuba), Tábor 40-50[1]

## Mitgliedschaften
- 1925: Mitglied der Sdružení architektů (Vereinigung der Architekten) und Mitglied des tschechoslowakischen Werkbundes in Prag.
- 1929: Gründungsmitglied der Linken Front in Brünn. Mitglied der Gruppe INDEX.
- 1930: Mitglied der tschechoslowakischen CIAM-Gruppe.
- 1933: Mitglied des Verbands sozialistischer Architekten in Prag.